# Метеор-2Н
Ракетата „Метеор-2К“ е най-добрата полска метеорологична ракета.
При проектирането и конструирането е трябвало да се решат трудни технически проблеми, като влияние на вятъра върху стабилността на полета, достигане на необходимата височина и свързания с това въпрос за двигателите, максималната скорост и други. Въпросът с двигателите е решен, като към тялото на „Метеор-2К“ са прибавени 2 стартови ускорителя от „Метеор-1“, с което височината на полета се увеличава от 68,8 на 106,5 километра.
Главният ракетен двигател е с твърдо гориво. Той развива тяга 2400 kgf и работи 18 секунди. Стартовите ускорители са също с твърдо гориво, развиват тяга по 1400 kgf и работят 2,3 секунди.
Дължина на ракетата с ускорителите – 4,3 метра. Диаметър на ракетата без ускорителите – 0,36 метра. Диаметър на ускорителите – 0,12 метра. Разпереност на стабилизаторите – 1,1 метра. Стартово тегло – 240 килограма. Тегло на полезния товар – 10 килограма. Скорост – 5560 километра в час. Височина на полета – 106,6 километра.